# سلسلة من الأحداث السيئة (مسلسل)
سلسلة من الأحداث السيئة (بالإنجليزية: A Series of Unfortunae Events) مسلسل دراما، وكوميديا سوداء أمريكي. من إعداد مارك هوديس وباري سوننفيلد، ومبني على سلسلة روايات الأطفال بنفس العنوان. وبطولة نيل باتريك هاريس، باتريك واربورتون، مالينا وايزمان، لويس هاينيس، كاي. تود فريمان، وبريزلي سميث.
بدأ عرض الموسم الأول في 13 يناير، 2017، وتكون من ثمان حلقات. كما جُدد المسلسل لموسم ثان وثالث ليُكمل قصة الرواية.
بدأ عرض الموسم الثاني في 30 مارس 2018، وتكون من عشرة حلقات، بينما الجزء الثالث سوف يتكون من سبعة حلقات.

## الممثلين والشخصيات

### شخصيات رئيسية
- نيل بارتيك هاريس بدور كونت أولاف[5]
- باتريك واربورتون بدور ليموني سنيكيت[6]
- مالينا وايزمان بدور فايوليت بوديلير[7]
- لويس هاينيس بدور كلاوس بوديلير[7]
- كاي. تود فريمان بدور أرثر بوي[8]
- بريزلي سميث بدور ساني بوديلير[9][10]
- ناثان فيليون بدور جاك سنيكيت

### شخصيات متكررة
- ويل آرنيت بدور الأب[11][11]
- كوبي سمولدرز بدور الأم[11]

## وصلات خارجية
- الموقع الرسمي
- سلسلة من الأحداث السيئة على موقع IMDb (الإنجليزية)
- سلسلة من الأحداث السيئة على موقع ميتاكريتيك (الإنجليزية)
- سلسلة من الأحداث السيئة على موقع روتن توميتوز (الإنجليزية)
- سلسلة من الأحداث السيئة على موقع نتفليكس (الإنجليزية)
- سلسلة من الأحداث السيئة على موقع فيلمافينيتي (الإسبانية)
- سلسلة من الأحداث السيئة على موقع كينوبويسك (الروسية)
- سلسلة من الأحداث السيئة على موقع ألو سيني (الفرنسية)
- سلسلة من الأحداث السيئة على موقع قاعدة بيانات الفيلم (الإنجليزية)